# Brevipalpus chucumayi
Brevipalpus chucumayi är en spindeldjursart som beskrevs av De Leon 1960. Brevipalpus chucumayi ingår i släktet Brevipalpus och familjen Tenuipalpidae. Inga underarter finns listade.